# دولت چهارم جمهوری اسلامی ایران
دولت چهارم جمهوری اسلامی ایران به ریاست‌جمهوری سید علی خامنه‌ای و نخست‌وزیری میرحسین موسوی تشکیل شد.

## سایر منصوبان رئیس دولت
| سرپرست نهاد نخست‌وزیری                   |  | حمید میرزاده            | ۱۱ آبان ۱۳۶۴ | ۲۵ مرداد ۱۳۶۸ | مستقل         | [ ۱۱ ] |
| دبیر هیئت دولت                          |  | سید علیرضا بهشتی شیرازی | ۱۹ آبان ۱۳۶۴ | ؟             | جمهوری اسلامی | [ ۱۸ ] |
| دبیر هیئت دولت                          |  | حسین رحیم‌زاده           | ؟            | ۲۵ مرداد ۱۳۶۸ | مستقل         |        |
| مشاوران نخست‌وزیر                        |  |                         |              |               |               |        |
| مشاور اجتماعی                           |  | رضاحسین میرزاطاهری      | ۲۱ مهر ۱۳۶۴  | مرداد ۱۳۶۸    | جمهوری اسلامی | [ ۱۹ ] |
| مشاور امور صنعتی و طرح‌های دهه انقلاب    |  | سید مصطفی هاشمی‌طبا      | ۱۶ دی ۱۳۶۴   | ۱۳۶۷          | مستقل         | [ ۲۰ ] |
| مشاور امنیتی و اطلاعاتی                 |  | محسن کنگرلو             | ۲۱ مهر ۱۳۶۴  | مرداد ۱۳۶۸    | مستقل         |        |
| مشاور بین‌الملل                          |  | محسن امین‌زاده           | ۲۱ مهر ۱۳۶۴  | ۱۳۶۷          | مستقل         |        |
| مشاور حقوقی                             |  | سید احمد اشرف اسلامی    | ۱۱ آبان ۱۳۶۴ | مرداد ۱۳۶۸    | جمهوری اسلامی | [ ۱۱ ] |
| مشاور کارگری                            |  | علیرضا محجوب            | ۲۱ مهر ۱۳۶۴  | ؟             | جمهوری اسلامی |        |
| رئیس دفتر طرح و مشاوره                  |  | محمدحسن عباسی‌زاده       | ۲۴ دی ۱۳۶۴   | مرداد ۱۳۶۸    | مستقل         | [ ۲۱ ] |
| نمایندگان ویژه نخست‌وزیر                 |  |                         |              |               |               |        |
| رئیس ستاد بازسازی و نوسازی مناطق جنگ‌زده |  | حمید میرزاده            | ؟            | ۲۵ مرداد ۱۳۶۸ | مستقل         |        |
| رئیس ستاد طرح‌های مهم انقلاب اسلامی      |  | سید مصطفی هاشمی‌طبا      | ۲۵ دی ۱۳۶۴   | ۱۳۶۷          | مستقل         |        |
| رابط نخست‌وزیر با ائمه جمعه و روحانیت    |  | علی‌اکبر ادب             | ۱۶ آذر ۱۳۶۴  | ۲۵ مرداد ۱۳۶۸ | جمهوری اسلامی | [ ۲۲ ] |

## یادداشت
1. ↑  «وزارت ارشاد اسلامی» در سال ۱۳۶۶ به «وزارت فرهنگ و ارشاد اسلامی» تغییر نام پیدا کرد.